# Mecze reprezentacji Polski B w piłce siatkowej mężczyzn prowadzonej przez Andrzeja Kowala
Zestawienie oficjalnych międzynarodowych meczów reprezentacji Polski B w piłce siatkowej mężczyzn prowadzonej przez Andrzeja Kowala:

## Oficjalne mecze międzypaństwowe
| Nr   | Przeciwnik         | Miejsce    | Data        | Wynik (Polska-przeciwnik)               | Impreza                                  | Raport |
| 2014 | 2014               | 2014       | 2014        | 2014                                    | 2014                                     | 2014   |
| ---- | ------------------ | ---------- | ----------- | --------------------------------------- | ---------------------------------------- | ------ |
| 1    | Czarnogóra         | Milicz     | 6 czerwca   | 2:3 (12:25, 25:21, 17:25, 26:24, 10:15) | Faza grupowa                             |        |
| 2    | Czarnogóra         | Wałbrzych  | 8 czerwca   | 1:3 (25:27, 25:23, 14:25, 20:25)        | Faza grupowa                             |        |
| 3    | Grecja             | Larissa    | 13 czerwca  | 1:3 (22:25, 22:25, 25:20, 22:25)        | Faza grupowa                             |        |
| 4    | Grecja             | Trikala    | 15 czerwca  | 3:1 (25:20, 21:25, 25:17, 25:21)        | Faza grupowa                             |        |
| 5    | Rumunia            | Płock      | 28 czerwca  | 2:3 (22:25, 32:30, 20:25, 27:25, 12:15) | Faza grupowa                             |        |
| 6    | Rumunia            | Płock      | 29 czerwca  | 3:1 (22:25, 25:21, 25:16, 25:22)        | Faza grupowa                             |        |
| 7    | Azerbejdżan        | Baku       | 4 lipca     | 3:2 (25:21, 25:20, 20:25, 27:29, 15:12) | Faza grupowa                             |        |
| 8    | Azerbejdżan        | Baku       | 5 lipca     | 3:0 (25:16, 25:14, 25:21)               | Faza grupowa                             |        |
| 2015 |                    |            |             |                                         |                                          |        |
| 9    | Francja            | Baku       | 14 czerwca  | 3:2 (25:27, 25:20, 25:20, 10:25, 15:10) | Igrzyska Europejskie – faza grupowa      |        |
| 10   | Turcja             | Baku       | 16 czerwca  | 3:2 (25:20, 25:19, 28:30, 22:25, 15:13) | Igrzyska Europejskie – faza grupowa      |        |
| 11   | Serbia             | Baku       | 18 czerwca  | 3:2 (13:25, 21:25, 25:15, 25:23, 15:9)  | Igrzyska Europejskie – faza grupowa      |        |
| 12   | Azerbejdżan        | Baku       | 20 czerwca  | 3:0 (25:14, 25:13, 25:17)               | Igrzyska Europejskie – faza grupowa      |        |
| 13   | Finlandia          | Baku       | 22 czerwca  | 3:0 (25:21, 25:20, 25:10)               | Igrzyska Europejskie – faza grupowa      |        |
| 14   | Słowacja           | Baku       | 24 czerwca  | 3:0 (25:16, 25:23, 25:19)               | Igrzyska Europejskie – ćwierćfinał       |        |
| 15   | Bułgaria           | Baku       | 26 czerwca  | 2:3 (14:25, 25:19, 22:25, 25:23, 13:15) | Igrzyska Europejskie – półfinał          |        |
| 16   | Rosja              | Baku       | 28 czerwca  | 1:3 (24:26, 25:23, 23:25, 23:25)        | Igrzyska Europejskie – mecz o 3. miejsce |        |
| 17   | Dania              | Slagelse   | 4 lipca     | 3:0 (25:22, 25:21, 25:14)               | Faza grupowa                             |        |
| 18   | Dania              | Slagelse   | 5 lipca     | 3:0 (25:15, 25:19, 25:16)               | Faza grupowa                             |        |
| 19   | Austria            | Twardogóra | 10 lipca    | 3:2 (25:20, 25:15, 27:29, 23:25, 15:11) | Faza grupowa                             |        |
| 20   | Austria            | Twardogóra | 11 lipca    | 3:2 (25:22, 15:25, 26:28, 25:18, 15:12) | Faza grupowa                             |        |
| 21   | Estonia            | Parnawa    | 17 lipca    | 0:3 (17:25, 19:25, 18:25)               | Faza grupowa                             |        |
| 22   | Estonia            | Parnawa    | 18 lipca    | 1:3 (22:25, 25:18, 32:34, 17:25)        | Faza grupowa                             |        |
| 23   | Izrael             | Beer Szewa | 31 lipca    | 3:2 (26:24, 21:25, 19:25, 25:19, 15:9)  | Faza grupowa                             |        |
| 24   | Izrael             | Beer Szewa | 1 sierpnia  | 3:0 (25:20, 28:26, 25:22)               | Faza grupowa                             |        |
| 25   | Macedonia Północna | Kalisz     | 7 sierpnia  | 2:3 (24:26, 25:22, 26:24, 20:25, 12:15) | Faza grupowa                             |        |
| 26   | Macedonia Północna | Kalisz     | 8 sierpnia  | 1:3 (25:15, 23:25, 19:25, 22:25)        | Faza grupowa                             |        |
| 27   | Słowenia           | Wałbrzych  | 13 sierpnia | 0:3 (15:25, 21:25, 21:25)               | Półfinał                                 |        |
| 28   | Estonia            | Wałbrzych  | 14 sierpnia | 3:0 (25:22, 25:23, 25:20)               | Mecz o 3. miejsce                        |        |

## Mecze z poszczególnymi reprezentacjami
| Lp.   | Reprezentacja      | Liczba meczów | Wygrane | Wygrane | Wygrane | Przegrane | Przegrane | Przegrane | Bilans meczów wygrane:przegrane | Bilans setów wygrane:przegrane |
| Lp.   | Reprezentacja      | Liczba meczów | 3:0     | 3:1     | 3:2     | 2:3       | 1:3       | 0:3       | Bilans meczów wygrane:przegrane | Bilans setów wygrane:przegrane |
| ----- | ------------------ | ------------- | ------- | ------- | ------- | --------- | --------- | --------- | ------------------------------- | ------------------------------ |
| 1     | Austria            | 2             | 0       | 0       | 2       | 0         | 0         | 0         | 2:0                             | 6:4                            |
| 2     | Azerbejdżan        | 3             | 2       | 0       | 1       | 0         | 0         | 0         | 3:0                             | 9:2                            |
| 3     | Bułgaria           | 1             | 0       | 0       | 0       | 1         | 0         | 0         | 0:1                             | 2:3                            |
| 4     | Czarnogóra         | 2             | 0       | 0       | 0       | 1         | 1         | 0         | 0:2                             | 3:6                            |
| 5     | Dania              | 2             | 2       | 0       | 0       | 0         | 0         | 0         | 2:0                             | 6:0                            |
| 6     | Estonia            | 3             | 1       | 0       | 0       | 0         | 1         | 1         | 1:2                             | 4:6                            |
| 7     | Finlandia          | 1             | 1       | 0       | 0       | 0         | 0         | 0         | 1:0                             | 3:0                            |
| 8     | Francja            | 1             | 0       | 0       | 1       | 0         | 0         | 0         | 1:0                             | 3:2                            |
| 9     | Grecja             | 2             | 0       | 1       | 0       | 0         | 1         | 0         | 1:1                             | 4:4                            |
| 10    | Izrael             | 2             | 1       | 0       | 1       | 0         | 0         | 0         | 2:0                             | 6:2                            |
| 11    | Macedonia Północna | 2             | 0       | 0       | 0       | 1         | 1         | 0         | 0:2                             | 3:6                            |
| 12    | Rosja              | 1             | 0       | 0       | 0       | 0         | 1         | 0         | 0:1                             | 1:3                            |
| 13    | Rumunia            | 2             | 0       | 1       | 0       | 1         | 0         | 0         | 1:1                             | 5:4                            |
| 14    | Serbia             | 1             | 0       | 0       | 1       | 0         | 0         | 0         | 1:0                             | 3:2                            |
| 15    | Słowacja           | 1             | 1       | 0       | 0       | 0         | 0         | 0         | 1:0                             | 3:0                            |
| 16    | Słowenia           | 1             | 0       | 0       | 0       | 0         | 0         | 1         | 0:1                             | 0:3                            |
| 17    | Turcja             | 1             | 0       | 0       | 1       | 0         | 0         | 0         | 1:0                             | 3:2                            |
| Razem | Razem              | 28            | 8       | 2       | 7       | 4         | 5         | 2         | 17:11                           | 64:49                          |

## Bilans spotkań według imprezy
| Rok   | Turniej | Edycja | Miejsce | Liczba meczów | Zwycięstwa | Porażki | Sety  |
| ----- | ------- | ------ | ------- | ------------- | ---------- | ------- | ----- |
| 2014  | LE      | XII    | 6.      | 8             | 4          | 4       | 18:16 |
| 2015  | IE      | I      | 4.      | 8             | 6          | 2       | 21:12 |
| 2015  | LE      | XIII   | 3.      | 12            | 7          | 5       | 25:21 |
| Razem | Razem   | Razem  | 28      | 17            | 11         | 64:49   |       |